# Alpiner Nor-Am Cup 2000/01
Die Saison 2000/01 des Nor-Am Cup im alpinen Skisport begann in Loveland (Colorado), am 11. November 2000. Sie endete am 16. März 2001 in Le Relais bei den Herren und am 18. März 2001 in Snowbasin bei den Damen.
Die Tabellen zeigen die fünf Bestplatzierten in der Gesamtwertung und in den Disziplinwertungen Abfahrt, Super-G, Riesenslalom und Slalom sowie die drei besten Fahrer jedes Rennens.

## Herren

### Gesamtwertung
| Rang | Name              | Land               | Punkte |
| ---- | ----------------- | ------------------ | ------ |
| 1    | Marco Sullivan    | Vereinigte Staaten | 746    |
| 2    | Jean-Philippe Roy | Kanada             | 673    |
| 3    | Thomas Vonn       | Vereinigte Staaten | 563    |
| 4    | Thomas Grandi     | Kanada             | 524    |
| 5    | Ryan Oughtred     | Kanada             | 519    |

### Abfahrt
| Rang | Name            | Land               | Punkte |
| ---- | --------------- | ------------------ | ------ |
| 1    | Marco Sullivan  | Vereinigte Staaten | 410    |
| 2    | Kevin Wert      | Kanada             | 320    |
| 3    | Scott Macartney | Vereinigte Staaten | 267    |
| 4    | Mike Giannelli  | Kanada             | 175    |
| 5    | Wade Bishop     | Vereinigte Staaten | 169    |

### Super-G
| Rang | Name           | Land               | Punkte |
| ---- | -------------- | ------------------ | ------ |
| 1    | Marco Sullivan | Vereinigte Staaten | 254    |
| 2    | Thomas Vonn    | Vereinigte Staaten | 220    |
| 3    | Ryan Oughtred  | Kanada             | 192    |
| 4    | Wisi Betschart | Vereinigte Staaten | 187    |
| 5    | Mike Giannelli | Kanada             | 178    |

### Riesenslalom
| Rang | Name              | Land               | Punkte |
| ---- | ----------------- | ------------------ | ------ |
| 1    | Jean-Philippe Roy | Kanada             | 465    |
| 2    | Thomas Vonn       | Vereinigte Staaten | 266    |
| 3    | Erik Guay         | Kanada             | 222    |
| 4    | Thomas Grandi     | Kanada             | 215    |
| 5    | Tom Rothrock      | Vereinigte Staaten | 214    |

### Slalom
| Rang | Name          | Land               | Punkte |
| ---- | ------------- | ------------------ | ------ |
| 1    | Casey Puckett | Vereinigte Staaten | 400    |
| 2    | Chip Knight   | Vereinigte Staaten | 243    |
| 3    | Thomas Grandi | Kanada             | 205    |
| 4    | Erik Schlopy  | Vereinigte Staaten | 200    |
| 5    | Brad Hogan    | Vereinigte Staaten | 195    |

### Podestplätze
Disziplinen:
- DH = Abfahrt
- SG = Super-G
- GS = Riesenslalom
- SL = Slalom

| Datum      | Ort            | Dis. | 1. Platz                  | 2. Platz                 | 3. Platz                |
| ---------- | -------------- | ---- | ------------------------- | ------------------------ | ----------------------- |
| 11.11.2000 | Loveland       | SL   | Kilian Albrecht (AUT)     | Erik Schlopy (USA)       | Mario Matt (AUT)        |
| 12.11.2000 | Loveland       | SL   | Erik Schlopy (USA)        | Kilian Albrecht (AUT)    | Mario Matt (AUT)        |
| 20.11.2000 | Park City      | GS   | Bode Miller (USA)         | Dane Spencer (USA)       | Jean-Philippe Roy (CAN) |
| 21.11.2000 | Park City      | GS   | Sami Uotila (FIN)         | Bode Miller (USA)        | Erik Schlopy (USA)      |
| 4.12.2000  | Beaver Creek   | SG   | Thomas Vonn (USA)         | Andrei Filitschkin (RUS) | AJ Bear (AUS)           |
| 5.12.2000  | Beaver Creek   | SG   | Mike Giannelli (USA)      | AJ Bear (AUS)            | Bryon Friedman (USA)    |
| 6.12.2000  | Beaver Creek   | GS   | Thomas Vonn (USA)         | Jean-Philippe Roy (CAN)  | Erik Guay (CAN)         |
| 6.1.2001   | Lake Louise    | DH   | Marco Sullivan (USA)      | Ed Podivinsky (CAN)      | Kevin Wert (CAN)        |
| 6.1.2001   | Lake Louise    | DH   | Marco Sullivan (USA)      | Kevin Wert (CAN)         | Ed Podivinsky (CAN)     |
| 9.1.2001   | Lake Louise    | SG   | Wisi Betschart (USA)      | Marco Sullivan (USA)     | Mike Giannelli (USA)    |
| 9.2.2001   | Snowbasin      | DH   | Scott Macartney (USA)     | Benjamin Drummond (USA)  | Marco Sullivan (USA)    |
| 10.2.2001  | Snowbasin      | DH   | Christopher Puckett (USA) | Scott Macartney (USA)    | Vincent Lavoie (CAN)    |
| 28.2.2001  | Whistler       | DH   | Marco Sullivan (USA)      | Kevin Wert (CAN)         | Wade Bishop (USA)       |
| 1.3.2001   | Whistler       | DH   | Kevin Wert (CAN)          | Wade Bishop (USA)        | Jeff Durand (CAN)       |
| 3.3.2001   | Whistler       | SG   | Marco Sullivan (USA)      | Jeff Durand (CAN)        | Joshua Transue (USA)    |
| 4.3.2001   | Whistler       | SG   | Thomas Vonn (USA)         | Thomas Grandi (CAN)      | Jeff Durand (CAN)       |
| 5.3.2001   | Whistler       | GS   | Jean-Philippe Roy (CAN)   | Thomas Grandi (CAN)      | Thomas Vonn (USA)       |
| 8.3.2001   | Georgian Peaks | SL   | Casey Puckett (USA)       | Thomas Grandi (CAN)      | Chip Knight (USA)       |
| 9.3.2001   | Georgian Peaks | SL   | Casey Puckett (USA)       | Jean-Philippe Roy (CAN)  | Brad Hogan (USA)        |
| 13.3.2001  | Stoneham       | GS   | Chip Knight (USA)         | Jean-Philippe Roy (CAN)  | Tom Rothrock (USA)      |
| 14.3.2001  | Stoneham       | GS   | Jean-Philippe Roy (CAN)   | Tom Rothrock (USA)       | Chip Knight (USA)       |
| 15.3.2001  | Le Relais      | SL   | Casey Puckett (USA)       | Sacha Gros (USA)         | Chip Knight (USA)       |
| 16.3.2001  | Le Relais      | SL   | Casey Puckett (USA)       | Thomas Grandi (USA)      | Tom Rothrock (USA)      |

## Damen

### Gesamtwertung
| Rang | Name               | Land               | Punkte |
| ---- | ------------------ | ------------------ | ------ |
| 1    | Anna Prchal        | Kanada             | 795    |
| 2    | Sara-Maude Boucher | Kanada             | 750    |
| 3    | Tatum Skoglund     | Vereinigte Staaten | 641    |
| 4    | Picabo Street      | Vereinigte Staaten | 560    |
| 5    | Britt Janyk        | Kanada             | 489    |

### Abfahrt
| Rang | Name                 | Land               | Punkte |
| ---- | -------------------- | ------------------ | ------ |
| 1    | Picabo Street        | Vereinigte Staaten | 360    |
| 2    | Ania Morton          | Kanada             | 232    |
| 3    | Sara-Maude Boucher   | Kanada             | 218    |
| 4    | Michaela Dorfmeister | Österreich         | 180    |
| 5    | Tatum Skoglund       | Vereinigte Staaten | 160    |

### Super-G
| Rang | Name               | Land               | Punkte |
| ---- | ------------------ | ------------------ | ------ |
| 1    | Sara-Maude Boucher | Kanada             | 282    |
| 2    | Lindsey Kildow     | Vereinigte Staaten | 235    |
| 3    | Picabo Street      | Vereinigte Staaten | 200    |
| 4    | Kelly VanderBeek   | Kanada             | 179    |
| 5    | Britt Janyk        | Kanada             | 160    |

### Riesenslalom
| Rang | Name             | Land               | Punkte |
| ---- | ---------------- | ------------------ | ------ |
| 1    | Tatum Skoglund   | Vereinigte Staaten | 311    |
| 2    | Britt Janyk      | Kanada             | 289    |
| 3    | Anna Prchal      | Kanada             | 255    |
| 4    | Elisha Stephens  | Vereinigte Staaten | 167    |
| 5    | Geneviève Simard | Kanada             | 161    |
|      | Julie Langevin   | Kanada             | 161    |

### Slalom
| Rang | Name               | Land               | Punkte |
| ---- | ------------------ | ------------------ | ------ |
| 1    | Anna Prchal        | Kanada             | 386    |
| 2    | Lauren Ross        | Vereinigte Staaten | 240    |
| 3    | Sarah Schleper     | Vereinigte Staaten | 200    |
| 4    | Sara-Maude Boucher | Kanada             | 190    |
| 5    | Jessica Kelley     | Vereinigte Staaten | 186    |

### Podestplätze
Disziplinen:
- DH = Abfahrt
- SG = Super-G
- GS = Riesenslalom
- SL = Slalom

| Datum      | Ort            | Dis. | 1. Platz                   | 2. Platz                   | 3. Platz                 |
| ---------- | -------------- | ---- | -------------------------- | -------------------------- | ------------------------ |
| 11.11.2000 | Loveland       | SL   | Sarah Schleper (USA)       | Christel Pascal (FRA)      | Karin Köllerer (AUT)     |
| 12.11.2000 | Loveland       | SL   | Sarah Schleper (USA)       | Karin Köllerer (AUT)       | Claudia Riegler (NZL)    |
| 20.11.2000 | Winter Park    | GS   | Anita Wachter (AUT)        | Kumiko Kashiwagi (JPN)     | Britt Janyk (CAN)        |
| 21.11.2000 | Winter Park    | GS   | Sarah Schleper (USA)       | Stina Hofgård Nilsen (NOR) | Kumiko Kashiwagi (JPN)   |
| 26.11.2000 | Aspen          | SG   | Lindsey Kildow (USA)       | Anna Prchal (CAN)          | Libby Ludlow (USA)       |
| 27.11.2000 | Aspen          | SG   | María José Rienda (ESP)    | Lindsey Kildow (USA)       | Sara-Maude Boucher (CAN) |
| 4.12.2000  | Val Saint-Come | SL   | Anna Prchal (CAN)          | Kateřina Tichý (CAN)       | Lauren Ross (USA)        |
| 5.12.2000  | Val Saint-Come | SL   | Anna Prchal (CAN)          | Kateřina Tichý (CAN)       | Jessica Kelley (USA)     |
| 6.12.2000  | Mont Tremblant | GS   | Geneviève Simard (CAN)     | Tatum Skoglund (USA)       | Elisha Stephens (USA)    |
| 7.12.2000  | Mont Tremblant | GS   | Tatum Skoglund (USA)       | Elisha Stephens (USA)      | Julie Langevin (CAN)     |
| 8.1.2001   | Lake Louise    | DH   | Sara-Maude Boucher (CAN)   | Ania Morton (CAN)          | Christin Lathrop (USA)   |
| 8.1.2001   | Lake Louise    | DH   | Ania Morton (CAN)          | Sara-Maude Boucher (CAN)   | Elisha Stephens (USA)    |
| 9.1.2001   | Lake Louise    | SG   | Sara-Maude Boucher (CAN)   | Christina Risler (CAN)     | Christin Lathrop (USA)   |
| 28.2.2001  | Whistler       | DH   | Picabo Street (USA)        | Suki Horton (USA)          | Tatum Skoglund (USA)     |
| 1.3.2001   | Whistler       | DH   | Picabo Street (USA)        | Tatum Skoglund (USA)       | Christina Risler (CAN)   |
| 2.3.2001   | Whistler       | SG   | Picabo Street (USA)        | Britt Janyk (CAN)          | Kelly VanderBeek (CAN)   |
| 3.3.2001   | Whistler       | SG   | Picabo Street (USA)        | Britt Janyk (CAN)          | Kelly VanderBeek (CAN)   |
| 8.3.2001   | Snowbasin      | GS   | Britt Janyk (CAN)          | Anna Prchal (CAN)          | Jessica Kelley (USA)     |
| 9.3.2001   | Snowbasin      | GS   | Britt Janyk (CAN)          | Anna Prchal (CAN)          | Tatum Skoglund (USA)     |
| 10.3.2001  | Snowbasin      | SL   | Lauren Ross (USA)          | Geneviève Simard (CAN)     | Anna Prchal (CAN)        |
| 11.3.2001  | Snowbasin      | SL   | Anna Prchal (CAN)          | Lauren Ross (USA)          | Geneviève Simard (CAN)   |
| 15.3.2001  | Snowbasin      | DH   | Picabo Street (USA)        | Michaela Dorfmeister (AUT) | Hilde Gerg (GER)         |
| 18.3.2001  | Snowbasin      | DH   | Michaela Dorfmeister (AUT) | Pernilla Wiberg (SWE)      | Picabo Street (USA)      |